# Трамвай Нового Орлеана
Трамвай Нового Орлеана — старейшая в мире непрерывно действующая трамвайная система, открытая в 1835 году. В XXI веке состоит из пяти электрифицированных линий. В системе используется нетипичная ширина колеи 1588 мм, называемая пенсильванской колеёй.
Первые линии конного трамвая открылись в Новом Орлеане в 1835 году, в последующие десятилетия сеть линий постоянно расширялась. К концу 1880-х годов начались поиски альтернативы конной тяге. От кабельного трамвая отказались из-за высокого уровня грунтовых вод, паровой трамвай показал себя слишком шумным и дымным. По итогу первый электрический трамвай компании St. Louis Car Company пошёл в городе в феврале 1893 года, а к 1902 году уже все маршруты были электрифицированы. В 1920 году общая длина трамвайных линий Нового Орлеана достигла 300 километров, а к 1922 году все они были объединены в единую городскую транспортную компанию New Orleans Public Service Inc.
Первые автобусы на улицах Нового Орлеана появились в 1924 году, практически сразу началось сокращение трамвайной сети и замена трамвайных линий автобусными маршрутами. К 1960-м годам уцелела лишь 11-километровая линия Сент-Чарльз (тёмно-зелёная на схеме), целиком проходящая по обособленному пути, которой в 1973 году был предоставлен статус национального исторического памятника. В конце 1970-х годов линия перешла в собственность государства и стала содержаться за счёт федерального бюджета. Лишь в конце XX века началось возрождение трамвайной системы — в 1988 году вновь открылась Прибрежная линия, проходящая по границе Французского квартала, а затем ещё три, доведя длину пути до 30 километров.
На маршрутах эксплуатируются несколько десятков исторических трамвайных вагонов фирмы Perley Thomas 1923—1924 годов выпуска и примерно столько же новых 1997—2003 годов, построенных по тому же образцу. Последние, фирмы Brookville Equipment , отличаются ярко-красной раскраской и кондиционированы. В историческом здании трамвайного депо в районе Кэрролтон организованы мастерские, способные восстановить любую деталь, необходимую для старинного трамвая. В Новом Орлеане принято украшать трамваи по праздникам (например, к Рождеству) и в дни крупных спортивных соревнований.
Трамвайная сеть нового Орлеана значительно пострадала в 2005 году от урагана Катрина — линии были занесены илом, контактная сеть повреждена поваленными деревьями. Серьёзный ущерб понёс и подвижной состав, большая часть трамвайных вагонов была затоплена наводнением. Полное восстановление сети заняло более двух лет.

## В культуре
Трамвай «Желание» действительно курсировал в Новом Орлеане, где Теннесси Уильямс проживал в 1947 году. Названный по улице Desire в районе Байуотер, он проходил через Французский квартал неподалёку от дома писателя. Однако до выхода в 1951 году знаменитого фильма с Вивьен Ли и Марлоном Брандо трамвай «Желание» не дожил — в 1948 году его заменил автобусный маршрут.